# Cossé-en-Champagne
Cossé-en-Champagne är en kommun i departementet Mayenne i regionen Pays de la Loire i nordvästra Frankrike. Kommunen ligger i kantonen Meslay-du-Maine som tillhör arrondissementet Laval. År 2022 hade Cossé-en-Champagne 307 invånare.

## Befolkningsutveckling
Antalet invånare i kommunen Cossé-en-Champagne
| Referens: INSEE |